# Роман Саєнко
Роман Саєнко (4 березня 1976, Харків) — метал виконавець: вокаліст, мультиінструменталіст. Учасник кількох проєктів, найвідомішим з котрих є Drudkh. Окрім незначної кількості концертних виступів, зокрема на фесті «Коловорот» у складі Hate Forest, дотримується виключно студійної творчості: без інтерв'ю та участі у виступах «наживо».

## Дискографія

### Hate Forest
- 2001: The Most Ancient Ones
- 2003: Purity
- 2003: Battlefields
- 2005: Sorrow
- 2020: Hour of the Centaur
- 2022: Innermost

### Drudkh
- 2003: Forgotten Legends
- 2004: Autumn Aurora
- 2005: Лебединий шлях
- 2006: Кров у наших криницях
- 2006:  Пісні скорботи і самітності
- 2007:  Відчуженість
- 2009: Microcosmos
- 2010: Пригорща зірок
- 2012: Вічний оберт колеса
- 2015: Борозна обірвалася
- 2018: Їм часто сниться капіж
- 2022: Всі Належать Ночі

### Dark Ages
- 2005:	Twilight of Europe
- 2006:	A Chronicle of the Plague
- 2010:	The Tractatus de Hereticis et Sortilegiis
- 2011:	From the Bogs of Aughiska / Dark Ages (Спліт)

### Blood of Kingu
- 2007:	De Occulta Philosophia
- 2010:	Sun in the House of the Scorpion
- 2014:	Dark Star on the Right Horn of the Crescent Moon

### Rattenfänger
- 2012:	Epistolae Obscurorum Virorum
- 2019:	Geisslerlieder

### Windswept
- 2017:	The Great Cold Steppe
- 2018: Visionaire (EP)

та інші.